# Molen Van de Steene
De Molen Van de Steene is een molenrestant, gelegen aan Molenstraat 58 te Kaprijke.
Het betreft een ronde stenen molen van het type stellingmolen, welke zowel als korenmolen en als oliemolen heeft gefungeerd.

## Geschiedenis
De molen werd gebouwd in 1804. In 1866 werd ze voorzien van een stoommachine. De kap en het wiekenkruis waaiden af in 1920, waarna de molen als machinale maalderij verder ging totdat in 1950 een einde kwam aan het maalbedrijf.
In 2002 werd de molenromp, samen met het uit het begin van de 20e eeuw daterende molenaarshuis, beschermd als monument. Het binnenwerk is vrijwel verdwenen.
- Inventaris van het Bouwkundig Erfgoed (Vlaanderen): 44701